# Miasteczko Winesburg

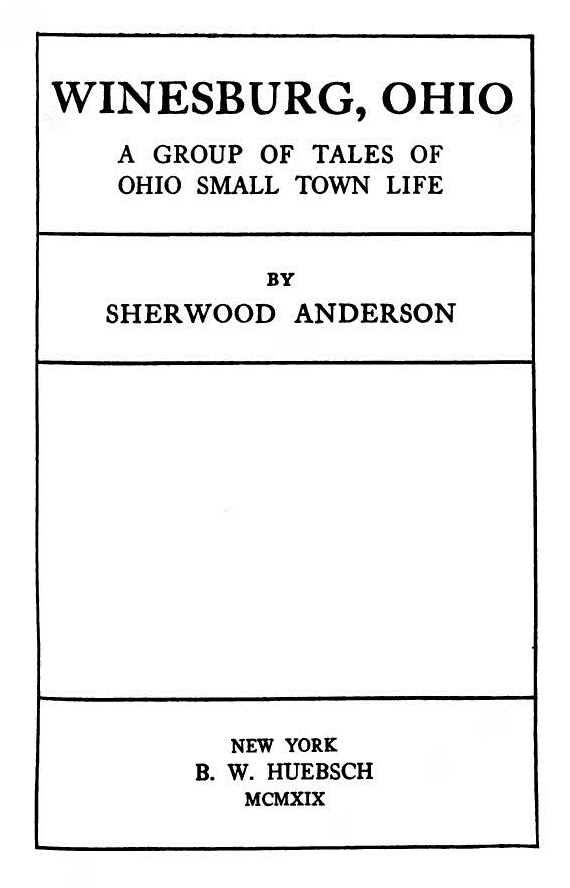
Strona tytułowa pierwszego wydania "Miasteczka Winesburg" z 1919

Miasteczko Winesburg (ang. Winesburg. Ohio) – cykl opowiadań amerykańskiego pisarza Sherwooda Andersona, opublikowany w 1919. Opowiadania te tworzą spójny obraz małomiasteczkowej społeczności, dlatego niektórzy krytycy uważają ten utwór, podobnie jak Dublińczyków Jamesa Joyce’a, za specyficzną powieść nowelową. Głównym bohaterem jest George Willard. Inne postacie to między innymi Wing Biddlebaum, Doctor Reefy, Elizabeth Willard, Doctor Parcival, Louise Trunnion, Jesse Bentley, Louise Bentley, David Hardy, Joe Welling, Alice Hindman, Wash Williams i Seth Richmond. Pierwowzorem fikcyjnego Winesburga było miasteczko Clyde w stanie Ohio. 
Zobacz też: Spoon River Anthology (Masters)